# ساوت‌پورت (حوزه سرشماری)، نیویورک
ساوت‌پورت (به انگلیسی: Southport) یک منطقهٔ مسکونی در ایالات متحده آمریکا است که در شهرستان چیمانگ، نیویورک واقع شده‌است. ساوت‌پورت ۱۷٫۱ کیلومتر مربع مساحت و ۷٬۲۳۸ نفر جمعیت دارد و ۲۷۱ متر بالاتر از سطح دریا واقع شده‌است.